# 강우정
강우정(1940년 - )은 대한민국의 교육가이며, 한국성서대학교 총장을 역임하였으며 현재는 이사장이다.
 그의 부친은 한국성서대학교의 설립자인 일립 강태국 박사이다. 그의 형은 구약학자 강희정 박사이다.

## 학력및 경력
- 1961년 고려대 법학과 졸업
- 1966년 공군장교 제대
- 1966～1967년 조선일보사 기자직 근무
- 1971년 미 캘리포니아 주립대학 국제정치학 수료
- 1972～1974년 한국일보 샌프란시스코지사 기자
- 1974～2000년 한국일보 샌프란시스코 발행인
- 1984년 미 상항서부한인교회 장로
- 1997～2000년 학교법인 한국복음주의학원 이사장
- 2000년～2023년 한국성서대학교 총장
- 2024년 ~ 현재 한국성서대학교 이사장

## 같이 보기
- 강태국
- 강희정
- 한국성서대학교
- 한국의 신학자 목록
- 김호식
- 대한민국의 장로 목록